# Schutzmannschaft
Los Schutzmannschaft (traducible al español como "Destacamento de protección", abreviado Schuma en alemán), inicialmente llamados Hilfspolizei (HiPo), eran un batallón de policía auxiliar formado por efectivos colaboracionistas de los países ocupados por los alemanes durante la II Guerra Mundial y puestos bajo la administración militar alemana. Fueron creados para reforzar a las fuerzas ocupacionales alemanas que combatían a la resistencia local. Muchos de ellos participaron en las masacres de judíos del Este de Europa dirigidos por la Ordnungspolizei alemana. El término original de Hilfspolizei (rechazado por algunos mandos alemanes debido a la similitud con el nombre de la policía nativa alemana) se refiere también a unidades de policías auxiliares tales como la HIPO Corps en la Dinamarca ocupada, divisiones de la Waffen-SS, la Volksdeutscher Selbstschutz, etc.
El término Hilfspolizei históricamente también había sido aplicado a unidades nativas germanas creadas en 1933 por el todavía incipiente régimen Nazi y disueltas ese mismo año debido a las protestas internacionales.
Dentro de los territorios que componían la Unión Soviética, los alemanes utilizaron voluntarios para la policía local auxiliar mucho más libremente. Estos voluntarios eran llamados Hilfswilligen, a menudo abreviado a Hiwis. Y al igual que los Schutzmannschaft (escuadrones de ayuda), generalmente reforzaban en sus operaciones a los cuerpos de policía alemanes de la Ordnungspolizei (OrPo). Con el tiempo, sus miembros se contaban por decenas de miles.
Los batallones de Schutzmannschaft eran organizados según su nacionalidad: ucranianos, bielorrusos, rusos, estonios, lituanos, letones, tártaros, etc.
Cada batallón Schutzmannschaft estaba compuesto por una fuerza de 500 hombres y un número equivalente de personal alemán en una proporción aproximada de 12 a 1. Por ejemplo en el distrito de Brest-Litovsk había 26 policías alemanes frente a 308 nativos bielorrusos, y en el distrito de Baranowicze eran 73 policías alemanes frente a 816 nativos auxiliares. Las unidades de policía locales, en los territorios ocupados, fueron empleados principalmente en operaciones anti-partisanos y durante el Holocausto.
Posteriormente, cuando las bajas alemanas en el Frente del Este aumentaron alarmantemente, muchos batallones de Schutzmannschaft en Estonia, Letonia o Ucrania fueron agregados a las unidades de voluntarios de la Waffen-SS e inscritos a la SS portando sus insignias.

## Participación en el Holocausto
Tras la Operación Barbarroja, entre septiembre de 1941 y julio de 1944, las SS comenzaron el proceso de reclutamiento de policías auxiliares colaboracionistas en las naciones soviéticas y las regiones conquistadas por la Wehrmacht. Las órdenes concernientes a ucranianos, báltico y bielorrusos fueron expedidas el 25 de julio de 1945 por el Reichsführer Heinrich Himmler. Algunos de los nuevos voluntarios fueron entrenados como "Hombres de Trawniki" (Alemán: Trawnikimänner) para emplearlos en los principales lugares de matanza en territorio polaco durante la operación Reinhard (la etapa más mortífera de la llamada "solución final"). Ese fue el propósito principal de su entrenamiento. Los Trawnikis tuvieron un papel muy activo en la ejecución de judíos en Belzec, Sobibor, Treblinka, el Gueto de Varsovia, Częstochowa, Lublin, Lwów, Radom, Cracovia, Białystok, Majdanek y también en Auschwitz, y en el resto de subcampos KL Lublin/Majdanek incluyendo Poniatowa, Budzyn, Kraśnik, Puławy, Lipowa, y también durante las masacres de Łomazy, Międzyrzec, Łuków, Radzyń, Parczew, Końskowola, Komarówka y en otras muchas localizaciones reforzando a la SS y a la Ordnungspolizei (sólo a estos se les responsabiliza de la muerte de 83.000 judíos).
En lugares tales como Zhitómir, Kórosten, Jersón, Kajovka, Uman y muchos otros por toda Ucrania, la milicia local formaron parte de los «escuadrones de la muerte». Las milicias eran pagadas por las autoridades alemanas a menudo con los fondos confiscados a los judíos. Los ucranianos eran frecuentemente utilizados para los fusilamientos de las familias judías. de modo que en Radomyshl (Radomyśl), por ejemplo, los Einsatzkommando podían limitarse al asesinato de hombres y mujeres adultos y así, el 6 de septiembre de 1941, se registró que 1.107 judíos adultos fueron fusilados al tiempo que la unidad de milicia ucraniana asistía dando muerte a 561 niños y adolescentes judíos. El 29 de diciembre de 1942, año y medio después del comienzo de la guerra con la URSS, el número de judíos ejecutados en territorio soviético con la ayuda de las Schutzmannschaften ascendía a 363.211 con las bajas de 286 Schutzmänner registrados como "muertos en acción".
El SS-Gruppenführer Erich von dem Bach-Zelewski estableció un departamento especial encargado de los Schutzmannschaften extranjeros que se ocupaba del reclutamiento y despliegue para labores de seguridad, vigilancia y entrenamiento de comando. A pesar de ser numéricamente inferiores, la Schutzmannschaft bielorrusa fue utilizada tan intensivamente como lo fue la ucraniana y eso que, según constaba en informes, la población general de Bielorrusia era incapaz de actuar contra sus propios judíos.

## Organización en la Europa ocupada
Cada batallón estaba compuesto por un comandante alemán y cuatro compañías de 124 hombres cada una. Tres compañías eran de infantería y una compañía de ametralladoras. Aunque en realidad, el número variaba enormemente entre los territorios ocupados.
- Dinamarca ocupada
  - Hilfspolizei danesa[14]
- Reichskommissariat Ostland:
  - Schutzmannschaft bielorrusa[15]
  - Schutzmannschaft estonia[16]
  - Schutzmannschaft letona (incluyendo al Comando Arajs)[17]
  - Schutzmannschaft lituana[18]
  - Schutzmannschaft polaca[19]
  - Schutzmannschaft rusa (Más tarde la 30.a División de granaderos Waffen-SS (2.a Rusa))[20]
- Reichskommissariat Ukraine:
  - Schutzmannschaft ucraniana[21]

Los uniformes de los Schuma llevaban un escudo con su nacionalidad en la manga derecha. Algunos batallones Schutzmannschaften fueron armados con el rifle soviético Mosin-Nagant 91/30 pero también con carabinas Mauser Kar 98k, rifles MP40 y subfusiles.

## Rangos
| Schutzmannschaft der Ordnungspolizei | Schutzmannschaft der Sicherheitspolizei | Rango equivalente |
| ------------------------------------ | --------------------------------------- | ----------------- |
| Schutzmann                           | Waffen-Bewerber                         | Schütze           |
| Unterkorporal                        | Waffen-Sturmmann                        | Gefreiter         |
| Vizekorporal                         | Waffen-Unterscharführer                 | Unteroffizier     |
| Korporal                             | Waffen-Scharführer                      | Unterfeldwebel    |
| Vizefeldwebel                        | Waffen-Oberscharführer                  | Feldwebel         |
| Kompaniefeldwebel                    | Waffen-Hauptscharführer                 | Oberfeldwebel     |
| Zugführer                            | Waffen-Untersturmführer                 | Leutnant          |
| Oberzugführer                        | Waffen-Obersturmführer                  | Oberleutnant      |
| Kompanieführer                       | Waffen-Hauptsturmführer                 | Hauptmann         |
| Bataillonsführer                     | Waffen-Sturmbannführer                  | Major             |

Source: Deuster, 2009.